# 경기도여주교육지원청
경기도여주교육지원청(京畿道驪州敎育支援廳, Yeoju Office of Education)은 경기도 여주시를 관할하는 경기도교육청 산하의 교육지원청이다.
교육장은 장학관으로 보한다.

## 산하기관

### 초등학교
| - 가남초등학교 - 강천초등학교 - 금당초등학교 - 능북초등학교 - 능서초등학교 - 대신초등학교 - 매류초등학교 | - 문장초등학교 - 북내초등학교 - 도전분교 - 운암분교 - 주암분교 - 상품초등학교 - 세종초등학교 | - 송삼초등학교 - 송촌초등학교 - 여주초등학교 - 여흥초등학교 - 연라초등학교 - 오산초등학교 - 오학초등학교 | - 이포초등학교 - 하호분교 - 점동초등학교 - 뇌곡분교 - 점봉초등학교 - 천남초등학교 - 흥천초등학교 |

### 중학교
| - 강천중학교 - 대신중학교 - 상품중학교 - 세정중학교 | - 세종중학교 - 여강중학교 - 여주여자중학교 | - 여주제일중학교 - 여주중학교 - 이포중학교 | - 점동중학교 - 창명여자중학교 - 흥천중학교 |

### 고등학교
| - 경기관광고등학교 <(구)창명여자고등학교> - 대신고등학교 - 세종고등학교 <(구)여주여자고등학교> - 여강고등학교 | - 여주고등학교 - 여주자영농업고등학교 - 여주제일고등학교 - 이포고등학교 | - 점동고등학교 |

## 같이 보기
- 대한민국 교육부